# JLab Audio
JLab Audio（ジェイラブ オーディオ）は、2005年にアメリカで設立されたコンシューマ向けオーディオ機器メーカー 。低価格帯のワイヤレスイヤホンを主力としているが、高価格帯のイヤホンやヘッドホン、またワイヤレスヘッドホンやBluetoothスピーカーなども製造している。
主力製品であるワイヤレスイヤホン「JBuds Air」は、100ドル以下の低価格帯製品としてはアメリカで最も売れているとのこと。サッカーに強く、アメリカではメジャーリーグサッカー（MLS）のスポンサーをしており、日本では鹿島アントラーズなどとコラボしている。
日本代理店はJLab Japan株式会社。プロフェッショナル向けオーディオ機器の「Pioneer DJ」ブランドで知られるAlphaTheta株式会社を傘下に持つノーリツ鋼機のグループ会社である。

## 歴史

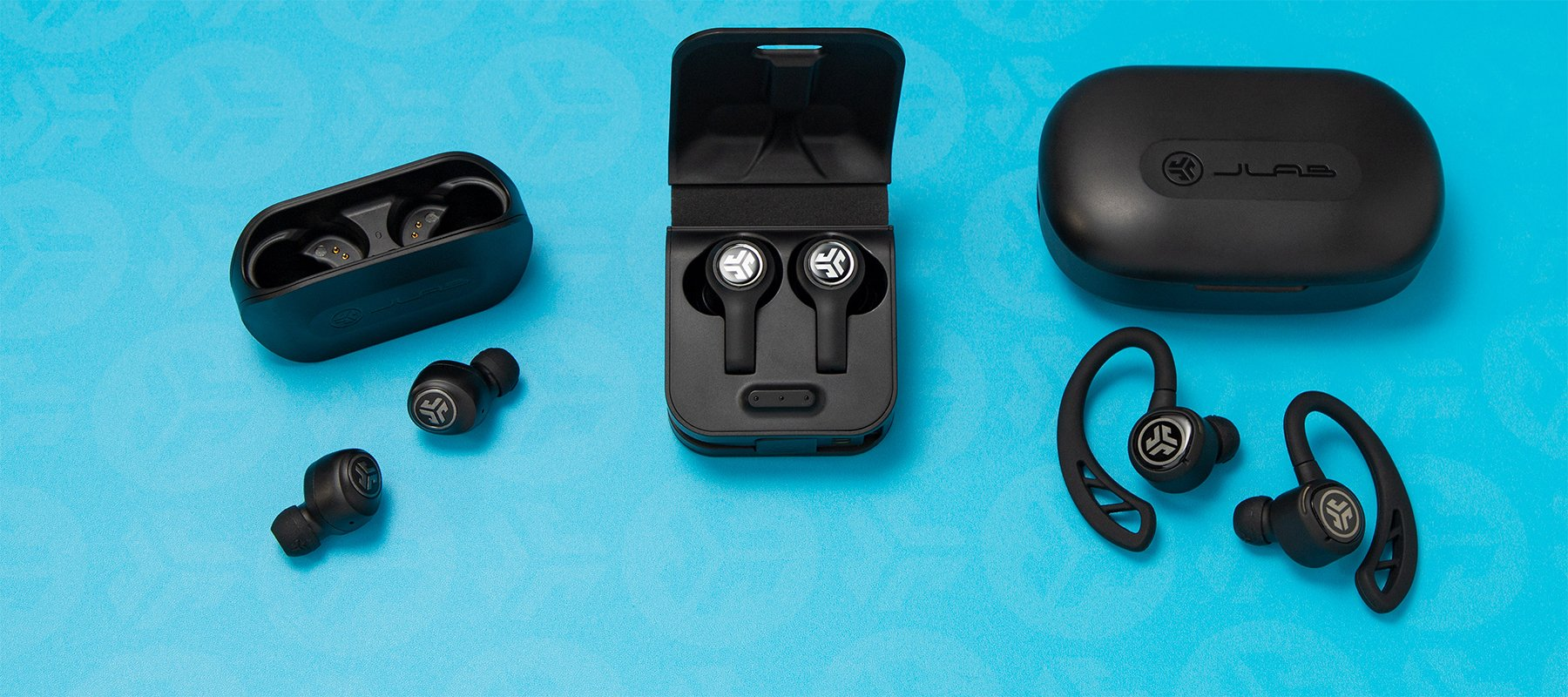
JLabのワイヤレスイヤホン（earbuds）

JLabはJoshua Rosenfieldによって2005年に創業された。創業当初はアリゾナ州ツーソンに本社を置いていたが、2012年1月にテキサス州ダラスを拠点とするプライベート・エクイティ・ファンドに買収され、ウインスロップ・クレーマーCEOが率いる経営陣に移行した後、カリフォルニア州オーシャンサイドに移転した。ウインスロップ社長はJLabを米国市場でトップ5のヘッドフォンブランドにのし上げた後、成長をさらに加速するために米国外への進出を開始した。ウインスロップ社長は2019年、Dealerscopeが選ぶ40歳未満の社長のトップ40「EY Entrepreneur of the Year」に選出された。
JLabは2015年から2017年にかけて年250%以上の成長を遂げた後、この成長に合わせてカリフォルニア州カールスバッドのより大きな新社屋に移転した。JLabは2017年にメジャーリーグサッカー（MLS）の公式オーディオパートナーとなるなど、積極的なスポンサー活動で知名度を上げた。2018年にはMLSが設立したeスポーツリーグのeMLSのパートナーとなり、ゲーミング市場に進出。
2021年にノーリツ鋼機に買収された。2022年にJLab Japan株式会社が設立され、日本市場に本格進出した。
JLabは2010年から2020年にかけて、Inc.誌による成長企業ランキング「INC 5000」に5回入選している。
2023年にイヤーマフと補聴器を発売。

## 参照
1. ↑  Krueger, Christy (2011年1月16日). “Interview with JLab CEO”. Biz Tucson. 2011年6月6日閲覧。
2. ↑  “Headphones, Earphones, Earbuds, USB Laptop Speakers, Cases & Accessories”.   JLab Audio. 2014年1月19日閲覧。
3. ↑  PAT MAIO pmaio@nctimes.com 5 p.m.July 6, 2012 (2012年7月6日). “JLab moves from Tucson to Oceanside to hire talented workers”.   UTSanDiego.com. 2014年1月19日閲覧。
4. ↑  “JLab Audio Moves to Larger Facility in Carlsbad”. San Diego Business Journal (2017年3月). 2020年1月24日閲覧。
5. ↑  “JLab music to the ears of MLS as league's first audio partner” (英語). www.sportsbusinessdaily.com. 2020年1月24日閲覧。
6. ↑  https://ssl4.eir-parts.net/doc/7744/ir_material_for_fiscal_ym2/98779/00.pdf [PDFファイルの名無しリンク]
7. ↑  “JLab Audio”. Inc.com. 2020年1月24日閲覧。